# Gradišćanski Hrvati
Gradišćanski Hrvati (njem. Burgenlandkroaten,  mađ. Burgenlandi horvátok, slk. Burgendlandskí Chorváti) skupni je naziv za Hrvate nastanjene na području Burgenlanda (Gradišća) u istočnoj Austriji i susjednim predjelima Mađarske i Slovačke. Imaju status nacionalne manjine prema austrijskom ustavu.

## Skupine i sela Gradišćanaca
Među sobom po imenu i dijalektu razlikuju se: 
- Štoji, nastanjeni na krajnjem jugu gradišćanskog područja u selima Pinkovac (Güttenbach), Nova Gora (Neuberg im Burgenland) i Stinjaki (Stinatz), Druga skupina,
- Vlahi, žive sjevernije od Štoja u selima Hrvatski Cikljin (Spitzzicken; govori se štokavski), Bandol (Weiden bei Rechnitz), Podgorje (Oberpodgoria; govori se štokavski), Stari Hodas (Althodis), Sabara (Zuberbach), Čemba (Schandorf), Vincjet (Dürnbach), Ključarevci (Allersdorf), Čajta (Schachendorf), Rorigljin-Širokani (Rauhriegel-Allersgraben). Dio govornika su južnočakavci, a dio spada u šćakavsku ikavicu.
- Dolinci su središnja skupina sjeverno od Vlaha i južno od Poljanaca. Njihova sela su Bajngrob (Weingraben), Kalištrof (Kaisersdorf), Dolnja Pulja (Unterpullendorf), Frakanava (Frankenau), Šuševo (Nebersdorf), Filež (Nikitsch), Gerištof (Kroatisch Geresdorf), Mučindrof (Großmutschen), Pervane (Kleinmutschen), Veliki Borištof (Großwarasdorf), Mali Borištof (Kleinwarasdorf), Longitolj (Langental) i Mjenovo (Kroatisch Minihof).
- Poljanci, četvrta skupina živi u krajevima istočno od grada Mattersburg, zapadno od Nežiderskog jezera u selima Pajngrt (Baumgarten), Rasporak (Draßburg), Otava (Antau), Cogrštof (Zagersdorf), Klimpuh (Klingenbach), Cindrof (Siegendorf), Prodrštof (Wulkaprodersdorf), Trajštof (Trausdorf), Uzlop (Oslip), Vorištan (Hornstein), Štikapron (Steinbrunn) i Celindof (Zillingtal).
- Haci, su najsjevernija peta skupina koji žive sjeveroistočno od Nežiderskog jezera. Glavna su im sela Pandrof (Parndorf), Novo Selo  (Neudorf bei Parndorf) i Bijelo Selo (Pama).

Štoji i Vlahi govore starošćakavskom ikavicom (iako Lisac Štoje uključuje u južnočakavce), dijalektom sličnim slavonskom i pretku novoštokavske ikavice, Dolinci, Havi i Poljanci su dio srednjočakavskog dijalekta), a povrh ovih skupina nalazimo i kajkavce Turopoljsko-posavski dijalekt oko Šopronja i južnočakavce (južnočakavski dijalekt na jugu Gradišća).
Za Kajkavce oko Šoprona se vjeruje da su potomci inače izumrlog zapadnoslavonskog kajkavskog dijalekta.

### Sela Gradišćanaca u Mađarskoj i Slovačkoj
Nešto Gradišćanskih Hrvata živi i susjednim područjima Slovačke (Hrvatski Grob (Chorvátsky Grob), Hrvatski Jandrof (Jarovce), Devinsko Novo Selo (Devínska Nová Ves), Rosvar (Rusovce) i Čunovo), kao i u Mađarskoj: Hrvatska Kemlja (Horvátkimle), Bizonja (Bezenye), Koljnof (Kópháza), Vedešin (Hidegség), Temerje (Tömörd), Plajgor (Ólmod), Petrovo Selo (Szentpéterfa), Hrvatske Šice (Horvátlövő), Gornji Čatar (Felsőcsatár), Umok (Fertőhomok), Narda, Hrvatski Židan (Horvátzsidány), Prisika (Peresznye) i Unda (Und).

## Povijest
Povijest Gradišćanaca započet će pojavom osmanlijskih Turaka, koja će za posljedicu imati iseljavanje hrvatskog stanovništva s područja Like, Krbave, Korduna, Banovine, zapadne Bosne, Gorskog kotara i Slavonije. Do prvog vala iseljenja dolazi 1530-ih godina, nakon što su Turci uništili gotovo sva naselja između Une i Velebita i od Kupe do Kapele. Već četrdesetih godina istog stoljeća dolazi do drugog vala iseljavanja stanovnika iz područja srednjovjekovne Slavonije. Do posljednjeg trećeg vala iseljenja doći će pedesetih i šezdesetih godina 16. stoljeća.
Do iseljavanja stanovništva dolazi, osim zbog turske opasnosti, i zbog same politike pojedinih velikaških obitelji, kako zbog obrane od moguće turske invazije, tako i zbog same potrebe za radnom snagom. Pravci iseljavanja išli su prema sjeveru, ali i preko mora u Italiju gdje i danas nalazimo potomke iseljenih Hrvata, odnosno moliške Hrvate.
Kako ratovi s Osmanlijama nisu prestajali novopridošle hrvatske obitelji uspjeli su organizirati uvjete života u novoj domovini, tako da su već u drugom naraštaju prekinute veze sa starim krajem.
Kod ovih je Hrvata nacionalna svijest bila najjača, uz mađarske Hrvate u Pomurju i mađarskom dijelu Podravine: sebe nikad nisu nazivali nekim subetničkim nazivom nego izričito "Orvatima, Horvatima"

### Novine
Od 1. siječnja 1910. godine tiskaju novine pod nazivom Naše novine i pod tim nazivom izlazile su do 1922. godine, a danas izlaze pod nazivom Hrvatske novine. Tjednik Gradišćanskih Hrvatov.

## Jezik
Unatoč moru velikih i uređenih jezika koji ih okružuju Gradišćanski Hrvati očuvali su hrvatski jezik i njegove narodne govore iz svih hrvatskih krajeva s kojih potječu.
Gradišćanskohrvatski mikro jezik isto kao i opće hrvatski standardni jezik objedinjuje gradišćanskohrvatske čakavske, štokavske i kajkavske govore, za razliku od općehrvatskoga standardnog jezika koji se temelji na najrasprostranjenijoj hrvatskoj štokavštini, gradišćanskohrvatskom književnom mikro jeziku temelj je hrvatska čakavština zbog najrasprostranjenosti ovoga hrvatskoga narječja u Gradišću. Zanimljivo je kako su sva tri hrvatska narječja u Gradišću znatnije ujednačenija o onih u domovini i to prvenstveno poradi toga što ih nije razdvajala višestoljetna vladavina različitih carstava.
Po porijeklu dijalekti su većinom srednječakavski (s kajkavskim oazama), južni čakavski i zapadnoštokavskom ikavicom (koja se radi arhaizama zna i izdvajati u poseban, vlahijski dijalekt).
S obzirom na velike količine isoglosa postoji i teorija o susjednom podrijetlu govora Gradišća na razmeđu rijeka Save, Une i Kupe.
Zakonom o narodnostima iz 1863. koji je u Ugarskoj osiguravao nemađarima uporabu materinskog jezika omogućio je da se hrvatski jezik rabi u školama i crkvi kao i razvoj hrvatskog narodnog pokreta u 19. stoljeću. Mate Meršić Miloradić 1910. pokreće i novine  'Naše novine' , a oko njega okupljaju se i preporoditelji.
Raspadom Austro-Ugarske (1918.) područje naseljavanja Gradišćanaca pripast će poglavito Austriji koja ukida dvojezične škole (hrvatske su imale 6 razreda) i postupno se uvodi njemački jezik kao službeni.
Godine 1976. Austrija ograničava i upotrebu hrvatskog jezika u javnom životu, da bi 1987. bio dijelom ukinut, i uveden kao službeni u 6 od 7 gradišćanskih kotara.
Godine 2003. je izdana Gramatika gradišćanskohrvatskoga jezika,.

## Etnografija
Broj gradišćanskih Hrvata u Austriji nije nikada točno ustanovljen, a procjenama, uključujući i Mađarsku i Slovačku, ima ih preko 60,000. Od 1929. godine osniva se Hrvatsko kulturno društvo sa sjedištem u Željeznom koje ima svoje seoske organizacije po cijelom Gradišću. 
Gradišćanci svoju kulturu čuvaju i razvijaju preko 450 godina koliko već žive u tome kraju. Posebno se njeguje tamburaška glazba i narodni plesovi (Stinjacko Kolo; Stinatzer Reigen)
Kuhinja Gradišćanskih Hrvata uvjetovana je blizinom austrijske i mađarske kuhinje, ali i nizinskom topografijom. Poznati specijaliteti pripremaju se od pilećeg i guščjeg mesa i voća, kao što su "Burgenländisches Erdbeerkoch", desert od jagoda i Burgenländische Gänseleber ili guščja jetara s lukom.

## Današnja rasprostranjenost Gradišćanskih Hrvata po naseljima
1. Austrija:
- Bajngrob (Weingraben)
- Bandol (Weiden bei Rechnitz)
- Bijelo Selo (Pama)
- Celindof (Zillingtal)
- Cindrof (Siegendorf)
- Cogrštof (Zagersdorf)
- Čajta (Schachendorf)
- Čemba (Schandorf)
- Filež (Nikitsch)
- Frakanava-Dolnja Pulja (Frankenau-Unterpullendorf)
- Kalištrof (Kaisersdorf)
- Klimpuh (Klingenbach)
- Nova Gora (Neuberg im Burgenland)
- Novi Hodas (Markt Neuhodis)
- Novo Selo (Neudorf)
- Otava (Antau)
- Pajngrt (Baumgarten)
- Pandrof (Parndorf)
- Pinkovac (Güttenbach)
- Rasporak (Draßburg)
- Stinjaki (Stinatz)
- Štikapron (Steinbrunn)
- Trajštof (Trausdorf an der Wulka)
- Uzlop (Oslip)
- Veliki Borištof (Großwarasdorf)
- Verešvar (Rotenturm an der Pinka)
- Vorištan (Hornstein)
- Vulkaprodrštof (Wulkaprodersdorf)

2. Mađarska:
- Bizonja (Bezenye)
- Gornji Četar (Felsőcsatár)
- Hrvatske Šice (Horvátlövő)
- Hrvatski Židan (Horvátzsidány)
- Kemlja (Kimle)
- Kiseg (Kőszeg)
- Koljnof (Kópháza)
- Narda
- Petrovo Selo (Szentpéterfa)
- Plajgor (Ólmod)
- Prisika (Peresznye)
- Umok (Fertőhomok)
- Unda (Und)
- Vedešin (Hidegség)

3. Slovačka:
- Čunovo
- Devinsko Novo Selo (Devínska Nová Ves)
- Hrvatski Grob (Chorvátsky Grob)
- Hrvatski Jandrof (Jarovce)
- Rosvar (Rusovce)

4. Češka:
- Dobro Polje (Dobré Pole)
- Frielištof (Jevišovka)
- Nova Prerava (Nový Přerov)

## Kultura
- Znanstveni institut Gradišćanskih Hrvatov (ZIGH)
- Hrvatski akademski klub (Beč)[7]
- Hrvatsko kulturno društvo u Gradišću[8]
  - održava Festival klapov (Festival klapa) od 2011., prvo izdanje održano u Vulkaprodrštofu[9]
- Gradišćanska jačka mladih Grajam, naticanje u jačenju[10][11]
- Glasilo HKD[12]
- Folklorni ansambl gradišćanskih Hrvatov Kolo Slavuj[13]

Tamburica je sastavni dio kulturnoga identiteta Gradišćanskih Hrvata. Među njima djeluje četrdesetak tamburaških orkestara.
Uz potporu DOGH-a, trinaest epizoda mađarskoga crtića prevedeno je na gradišćanskohrvatski jezik pod imenom Bobac i Bobica.

## Mediji
- Hrvatske novine. Tjednik Gradišćanskih Hrvatov
- ORF na hrvatskom

## Naobrazba
- Društvo za obrazovanje Gradišćanskih Hrvatov (DOGH)

## Šport
- Gradišćanskohrvatski nogometni kup

## Poznati Gradišćanski Hrvati
- Nikolaus Berlakovich, političar
- Paul Blaguss, Poduzetnik
- Rudolf Buczolich, glumac
- Norbert Darabos, političar
- Julia Dujmovits, športašica
- Jožef Ficko, pisac
- Ernst A. Grandits, autor, novinar
- Marijana Grandits, političarka
- Oskar Herics
- Andreas Ivanschitz, nogometaš
- Lorenz Karall, političar
- Barbara Karlich, ORF-talkshow-moderatorica
- Christian Keglevits, nogometaš
- Christian Kolonovits, skladatelj
- Dieter Kolonovits,
- Stephan László, prvi biskup u Eisenstadtu
- Eva Maria Marold, umjetnica
- Dietrich Mateschitz, poduzetnik
- Hans Orsolics, boksač
- Thomas Parits, nogometaš
- Christian Pogats, glumac
- Walter Prior, političar
- Maria Rauch-Kallat, političarka
- Michel Reimon, novinatr i političar
- Lukas Resetarits, glumac
- Peter Resetarits, novinar
- Thomas Resetarits, kipar
- Willi Resetarits / Kurt Ostbahn, glazbenik, moderator
- Fred Sinowatz, austrijski kancelar
- Thomas Stipsits, kabaretist
- Terezija Stoisits, političarka
- Toni Stricker, skladatelj
- Ägidius Zsifkovics, biskup

## Vanjske poveznice
- Hrvatsko kulturno društvo u Gradišću
- Croati in Austria – Croats in Austria  Arhivirana inačica izvorne stranice od 15. lipnja 2008. (Wayback Machine)
- "O hrvatskom govoru u Hrvatskom Grobu"  Arhivirana inačica izvorne stranice od 11. veljače 2008. (Wayback Machine)
- ORF Redakcija za narodne grupe Željezno/Eisenstadt/Kismárton  Arhivirana inačica izvorne stranice od 26. siječnja 2012. (Wayback Machine)
- Nenad Piskač: Nenad Piskač: Bože, čuvaj gradišćanske Hrvate! Predstavljeno Petrovisko pero. Gradišćanska kitica zacipila se va svoje stablo na jugu, Hrvatsko kulturno vijeće, 12. travnja 2011.